# 일본-프랑스 관계
일본-프랑스 관계(프랑스어: Relations entre la Corée du Sud et la France, 일본어: 日仏関係) 또는 일불관계는 일본과 프랑스의 양자 관계를 의미한다. 두 국가는 G7, 유네스코, 경제협력개발기구에서 긴밀하게 협력한다.

## 상세

### 역사
메이지 유신 시절, 일본은 프랑스에 유학생을 보내서 정치 사상, 군사 제도, 신기술에 대한 견문을 익히도록 시켰다. 그리고 프랑스군을 초빙하여 구식 군대를 신식 군대로 변화시켰다. 1차 대전에서는 연합군으로 같이 싸웠으나, 2차 대전에서는 적으로 만났다. 이는 대동아공영권을 추구하던 일본제국의 대동아 전쟁으로 이어졌고, 일본 제국의 프랑스령 인도차이나 침공이라는 행동으로 연결되었다. 종전 이후 두 국가는 관계를 정상화하고, 관계 증진에 지속적으로 관여하였다.

### 정치
프랑스 정치계가 일본을 대하는 관점은 매우 다양한데, 친일 인사가 있는 반면, 일본을 과도하게 비판하는 자도 있어 불안정성을 내포하고 있다. 프랑스의 지도자 자크 시라크는 대표적인 친일 성향이다. 시라크는 일본을 40차례 넘게 방문했는데 이것은 일본을 제외한 전세계 지도자 중에서 가장 많은 것이다. 그는 또한 일본에 대한 전문가였으며, 스모를 매우 좋아했다.

### 통상
최근 프랑스는 일본과의 무역 및 문화 교류 계획에 매우 적극적으로 나서고 있다. 프랑스는 1992년에 수출 촉진 캠페인으로, "가능성이 있는 나라, 일본"(Le Japon, c'est possible)을 개시하고, 국제 인재 교환 프로그램(JET Programme)도 개설했다. 세계 각국의 고속철도와 원자력발전소의 수주에서는 격렬한 경쟁관계에 있어, 한국과 중국에서 TGV가 도입된 이외에, 국제열핵융합실험로에서도 프랑스가 유치 전쟁에서 승리하였다. 오늘날 두 국가는 유럽 연합 제휴 협정 중 경제 동반자 협정을 체결하였다.

### 과학
그러나 과학기술 개발에 있어서는 원자력 에너지 분야 등에서 긴밀한 협력 관계가 구축되어 있고 2005년에는 콩코드의 후속 모델인 차세대형 초음속 상업 비행을 양국이 공동개발하겠다고 발표하는 등, 다면적인 이해관계를 가지고 있다.

### 문화
양국 관계는 정치・경제적인 면보다 문화면에서의 교류가 더 큰 경향에 있다. 프랑스 문화는 미술・음악・식문화・문예 등에서 일본의 근대화에 큰 영향을 끼쳤다. 또한 프랑스는 일본 문화를 지지하는 사람도 많아, 미술・공예・요리・대중문화 등 19세기 후반의 자포니즘을 시작으로, 프랑스에 미친 일본 문화의 영향도 있다.
또한 파리에는 일본 문화원(Maison de la Culture du Japon)도 설립되어있으며, 일본의 수도 이름을 딴 팔레 드 토쿄도 소재한다. 일본과 프랑스는 예술, 요리와 같은 영역에서도 서로 아이디어를 공유하고 있는 것으로 알려져 있다. 〈요리의 철인(料理の鉄人)〉과 같은 텔레비전 쇼에서 볼 수 있듯이, 프랑스 요리는 지난 수십년 간 일본에 큰 영향을 끼쳐 왔다.
일본의 애니메이션은 프랑스에서도 인기가 있는데, 중세, 르네상스, 나폴레옹 시기, 1,2세계 대전 시기에 있어서 프랑스의 역사적 인물과 배경들은 일본의 엔터테인먼트 산업에 있어서 중요한 스토리 라인을 구성하고 있다.

### 교육
프랑스 파리 근교에 프랑스 일본 문화원 – 파리 일본인 학교가 설립되어 있다. 그리고 양국 간 대학생 교환 학생 프로그램 또한 활발하게 운영 중이다.

### 보건
지부티, 마다가스카르, 우간다 등지의 에이즈로 인한 심각한 보건 상황과 미개발 상황을 향상시키기 위하여, 프랑스와 일본은 협력하고 있다.

### 관광
양국은 일정한 수준의 관광객을 받고 있다. 프랑스 파리로 관광을 가거나, 프랑스 파리에 거주하는 적지 않은 일본인들이 파리 증후군을 경험하는 것으로 잘 알려져 있다.

### 인적 교류
일본과 프랑스의 교류 증대에 따라, 일본인과 프랑스인 간 결혼도 증가하고 있다. 이러한 다문화 가정의 대표적인 인물로는 방송인 다키가와 크리스텔, 축구선수 미야자와 미셸, 야마구치 루이 등이 있다.

## 교통
| 도쿄 \|\| align=center\|HND \|\| align=center\|RJTT \|\| 하네다     | ○일본항공(1개): 파리(샤를 드 골) |
| 파리 \|\| align=center\|CDG \|\| align=center\|LFPG \|\| 샤를 드 골 | ○에어프랑스(1개): 도쿄(하네다)   |

## 같이 보기
- 일본의 대외 관계
- 프랑스의 대외 관계